# Красногорлая мухоловка
Красногорлая мухоловка (Ficedula rufigula) — вид воробьиных птиц из семейства мухоловковых.

## Распространение
Эндемики острова Сулавеси (Индонезия). Живут в субтропических и тропических влажных равнинных лесах.

## Описание
Длина тела 11—12 см. Сверху птица тёмно-сине-серая, перья крыла почти чёрные. Подбородок и горло светло-красновато-коричневые, окраска перьев на груди и по бокам более тусклая. Ноги светло-серые, клюв чёрный. Самки несколько более тусклые.

## Охранный статус
МСОП присвоил виду охранный статус NT. Угрозой для вида является утрата среды обитания из-за вырубки лесов.